# 平背食蚜蝇属
平背食蚜蝇属（学名：Lamellidorsum）为食蚜蝇科的一个属。

## 下属物种
本属包括以下物种：
- 黄毛平背食蚜蝇 Lamellidorsum piliflavum Huo & Zheng, 2005[2]
- Lamellidorsum pilinigrum Huo & Zheng, 2005